# Пецки (Вармінсько-Мазурське воєводство)
Пецкі (пол. Piecki, нім. Peitschendorf) — село в Польщі, у гміні Пецки Мронґовського повіту Вармінсько-Мазурського воєводства.
Населення — 3341 особа (2011).

## Демографія
Демографічна структура станом на 31 березня 2011 року:
|          | Загалом | Допрацездатний вік | Працездатний вік | Постпрацездатний вік |
| -------- | ------- | ------------------ | ---------------- | -------------------- |
| Чоловіки | 1655    | 344                | 1191             | 120                  |
| Жінки    | 1686    | 344                | 1069             | 273                  |
| Разом    | 3341    | 688                | 2260             | 393                  |